# Spoorlijn Nové Zámky – Prievidza

Spoorkaart van Slowakije.

Spoorlijn Nové Zámky – Prievidza (lijnnummer 140) is een Slowaakse spoorlijn die zuidwestelijk gelegen is ten opzichte van het centrum van het land. De lijn is enkelsporig en verbindt Nové Zámky met Prievidza. Vanaf het oorsprongstation Nové Zámky tot het spoorwegknooppunt Šurany is de lijn over een lengte van 10,475 km geëlektrificeerd. De maximumsnelheid bedraagt 80 à 100 km/u, afhankelijk van het traject.

## Geschiedenis
Hierna volgt een chronologisch overzicht.
1865
Graaf Keglevich was de eerste initiatiefnemer die plannen maakte om de steden Komárno, Nitra en Trenčín via een spoorweg te verbinden met de regio Prievidza. Die werden aanvankelijk niet uitgevoerd wegens geldgebrek.
1867
Op 10 oktober 1867 kregen de eigenaren van de suikerfabriek van Šurany toestemming om een korte niet-openbare industriële spoorlijn in westelijke richting aan te leggen, van Surany naar Tótmegyer. Deze lijn werd voor goederenverkeer opengesteld op 12 december 1867.
1870
Na 1870 vroegen de heren Wilhelm Toth, Ladislaus Graaf Berthold en Leopold Ritter von Lippmann een concessie aan, om de hoger genoemde lijn Tótmegyer-Šurany uit te breiden naar Nitra.
1873
De Oostenrijks-Hongaarse Staatsspoorwegen (StEG) namen de private spoorlijn Tótmegyer - Šurany over, op 24 oktober 1873.
1874
Na een aantal mislukte pogingen werden de plannen van graaf Keglevich (1865) toch gedeeltelijk gerealiseerd door de Oostenrijks-Hongaarse Staatsspoorwegen (StEG). 
De spoorlijn Tótmegyer - Šurany die in 1873 onder het bestuur van de StEG was gekomen, werd op 15 januari 1874 voor het openbaar personenvervoer opengesteld.
1876

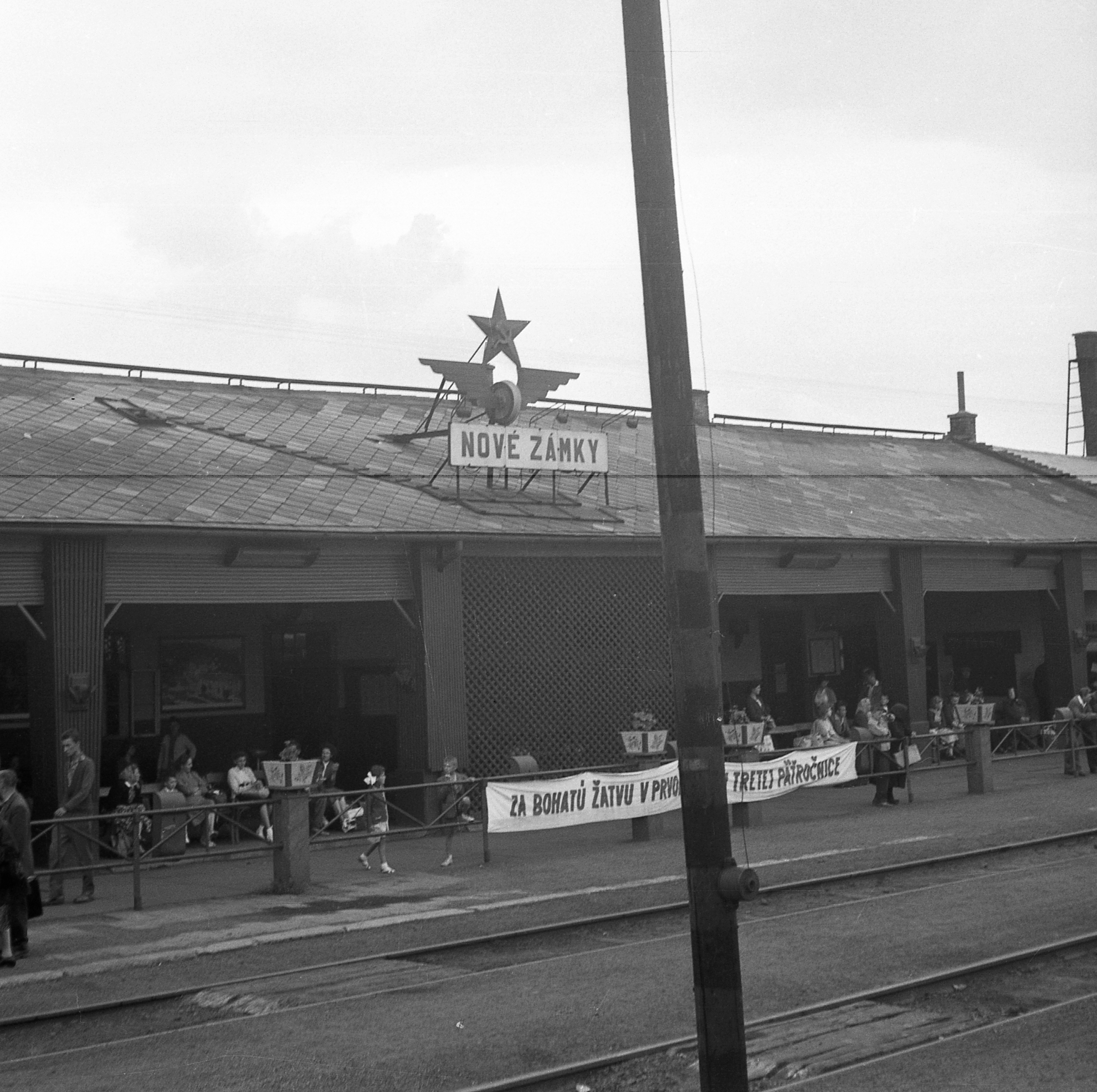
1965: Nové Zámky. 100 jaar na de eerste initiatieven van graaf Keglevich.

Op 1 november 1876 werd de sectie Šurany - Ivanka pri Nitre in dienst gesteld en bijna drie weken later, op 19 november, volgde de sectie Ivanka pri Nitre - Nitra. 
1880
De StEG had de bedoeling om de route naar het noorden te verlengen. De concessiehouder voor een verlenging was de Pruisische spoorwegondernemer Bethel Henry Strousberg die om financiële redenen het project niet kon afwerken. De StEG diende een aanvraag in om de concessie over te nemen en kreeg in 1880 goedkeuring om de route uit te breiden naar Topoľčany. Het contract voor de overname dateert van 20 juni 1880. De bouwwerkzaamheden -uitgevoerd  door de firma Gregersen- begonnen op 25 oktober 1880.
1881
De verbinding van Nitra naar Topoľčany werd op 16 september 1881 in bedrijf genomen als secundaire spoorlijn.
1884
De verlenging naar Partizánske maakte deel uit van het project “Hongaarse Noordwestspoorlijn”. De StEG vroeg hiervoor -met positief gevolg- een concessie. Op 19 augustus 1884 werd de uitbreiding in gebruik genomen als secundaire spoorlijn.
1891
Op 1 januari 1891 werd het Hongaarse deel van de StEG genationaliseerd en zowel de lijn als de exploitatiemiddelen maakten vanaf dat moment deel uit van het netwerk van de Hongaarse Staatsspoorwegen (MÁV). 
1896
De MÁV nam de lijn Partizánske - Prievidza in gebruik op 18 april 1896, zonder de geplande verbinding van de Váh-vallei met Martin te realiseren.
1900
Ingebruikname van het meest zuidelijke deel van de lijn: Nové Zámky – Šurany.
1918
Na de ineenstorting van de Donaumonarchie, aan het einde van de Eerste Wereldoorlog, lag de spoorweg in de nieuw opgerichte staat: Tsjecho-Slowakije. De route werd onderdeel van het netwerk van de Tsjecho-Slowaakse Staatsspoorwegen (ČSD). De Hongaarse namen van de stations werden vervangen door Slowaakse. 
1931
De ČSD opende in 1931 de verbinding van Handlová naar Horná Štubňa en verwezenlijkte aldus een directe verbinding met de Váh-vallei en met de voormalige Hongaarse Noordelijke Spoorweg.
1986
Het gedeelte tussen Palárikovo en Šurany werd in 1986 geëlektrificeerd als onderdeel van de lijn Bratislava - Zvolen.
1993
Op 1 januari 1993 werd de route, als gevolg van het uiteenvallen van Tsjecho-Slowakije, overgedragen aan de nieuw opgerichte Slowaakse Spoorwegen (ŽSR).

## Treindienst

### Goederentreinen
Ten behoeve van industriële ondernemingen in Horná Nitra rijden er goederentreinen op lijn 140.

### Reizigerstreinen
- Regionale treinen rijden op het traject Nové Zámky - Nitra - Jelšovce.
- Regionale sneltreinen van de relatie Bratislava - Prievidza rijden via Jelšovce.

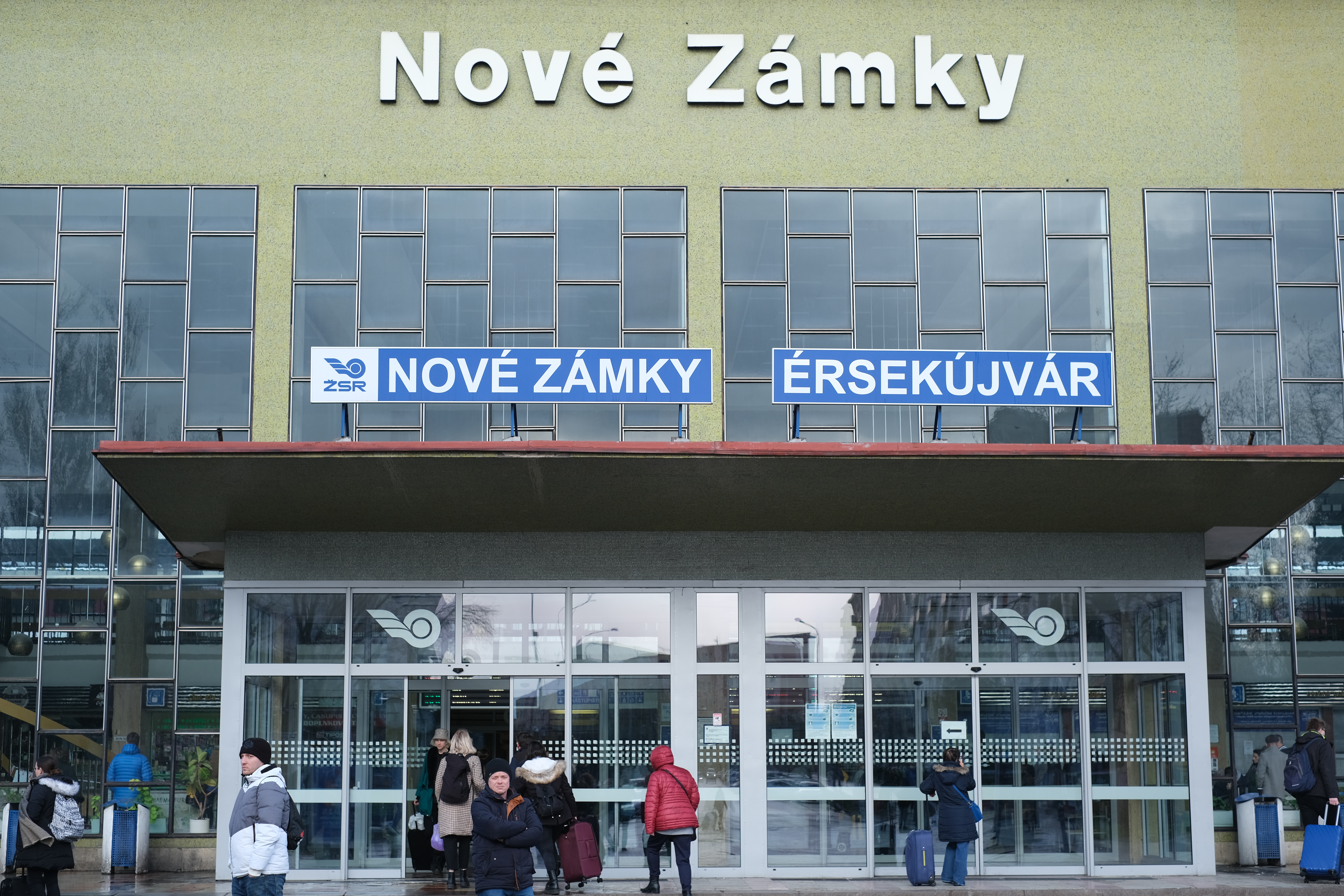
Voorgevel van het station Nové Zámky

## Toekomst
Er zijn plannen voor renovatie van de lijn. Daarbij is een toename van de snelheid tot 120 km/uur in het vooruitzicht.
Voor de perrons verwacht men:
- de plaatsing van een geluidsinstallatie voor informatie van de reizigers,
- een vernieuwing van de verlichting,
- de installatie van een visueel informatiesysteem.

## Stations en haltes
Aan de lijn liggen de volgende stations (s) en stopplaatsen:
- Nové Zámky (s)
  - vertakking met de lijnen:

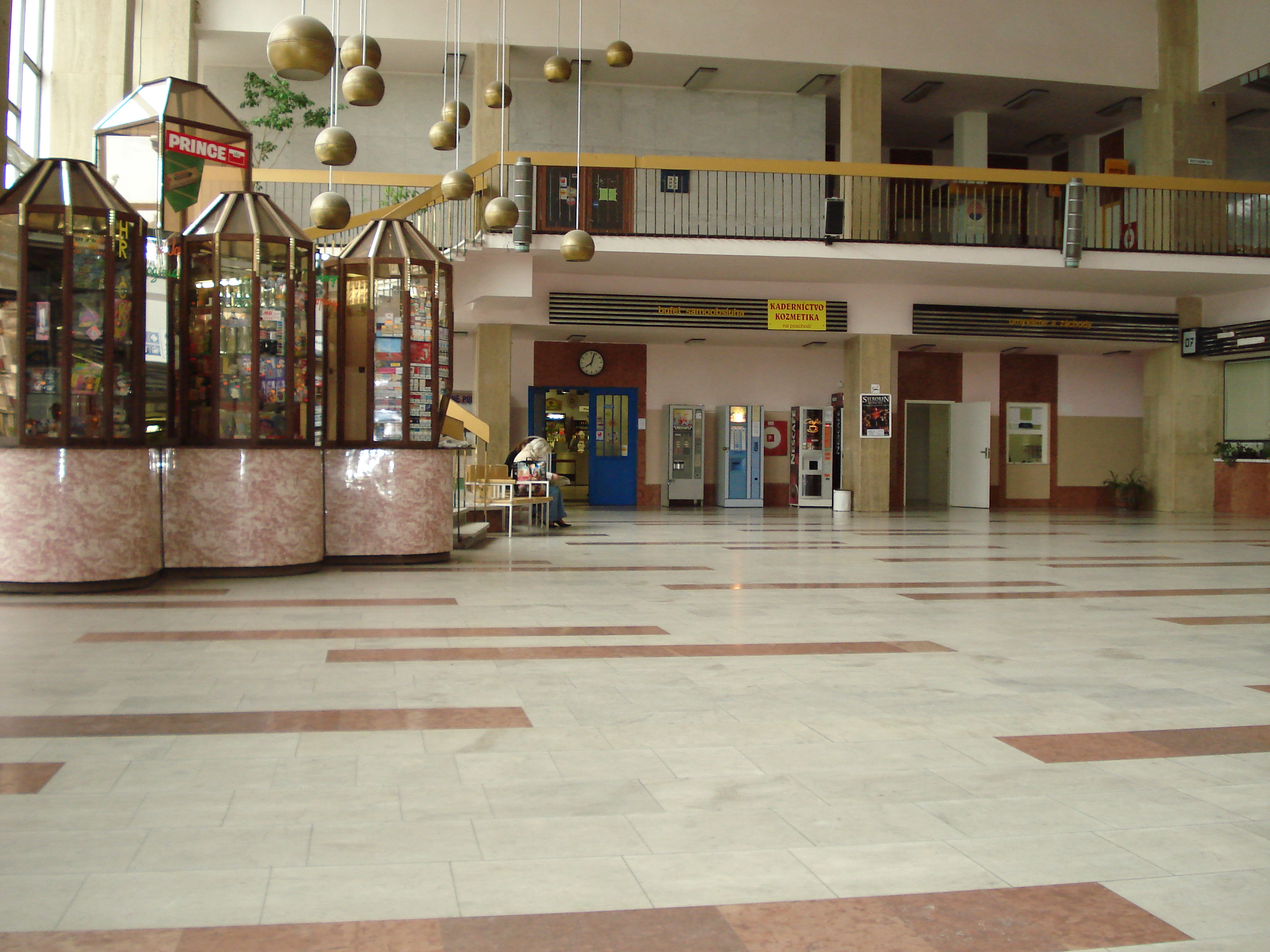
Interieur van het station Nové Zámky

    - 130 (Bratislava – Štúrovo - Boedapest)
    - 135 (Nové Zámky – Komárom),
    - 150 (Nové Zámky – Zvolen),
    - 151 (Nové Zámky – Zlaté Moravce)
- Bánov
- Šurany (s)
- Ondrochov
- Komjatice
- Veľký Kýr
- Branč

- Ivanka pri Nitre (s)
- Dolné Krškany[5]
- Nitra (s)
- Nitra zastávka
- Mlynárce[6]
- Lužianky (s)
- Čakajovce
- Jelšovce
- Výčapy-Opatovce
- Koniarovce
- Preseľany nad Nitrou
- Kamanová
- Mýtna Nová Ves[7]

- Ludanice
- Chrabrany
- Topoľčany (s)
- Krušovce
- Bošany
- Chynorany (s)

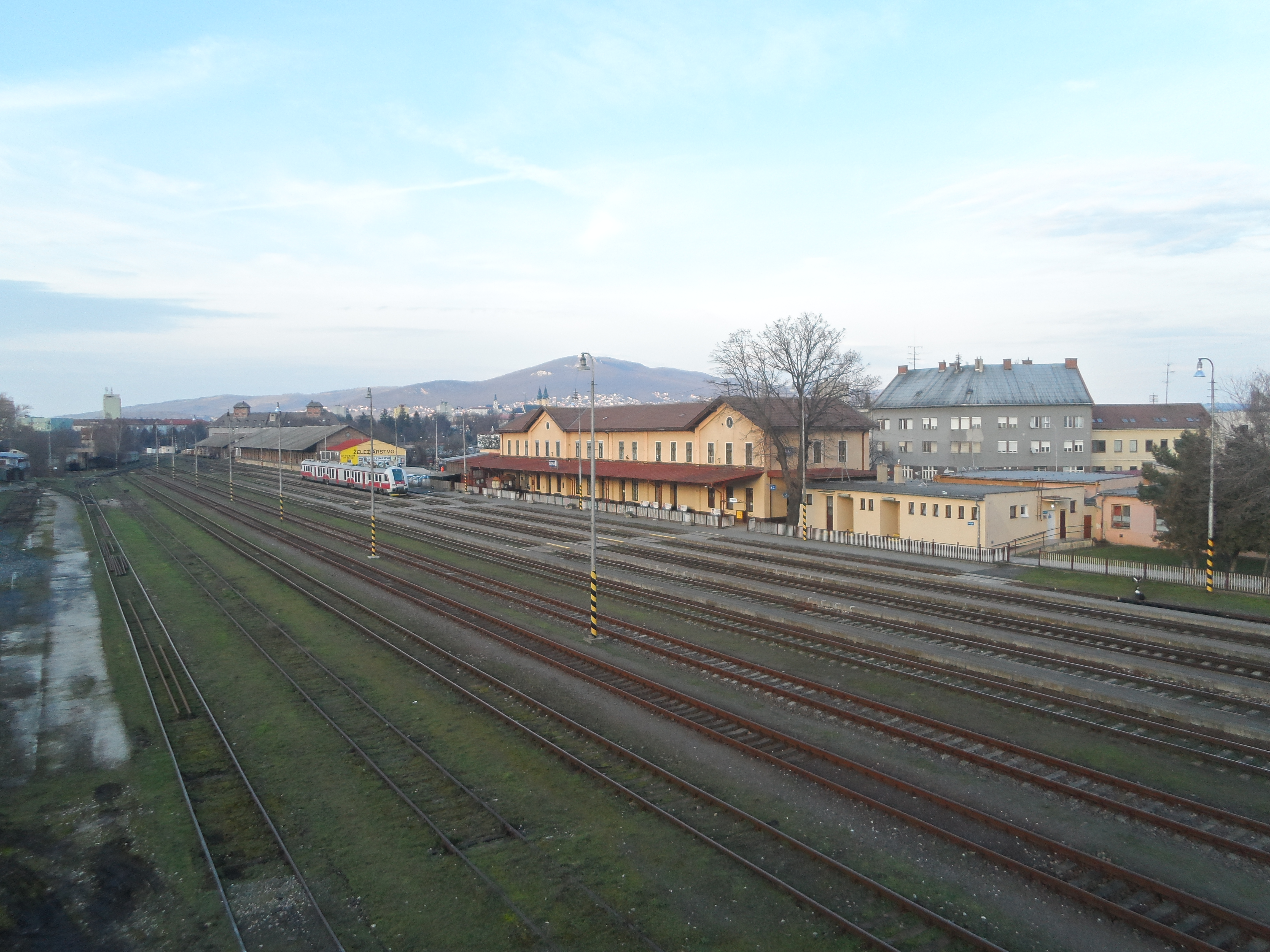
Station Nitra

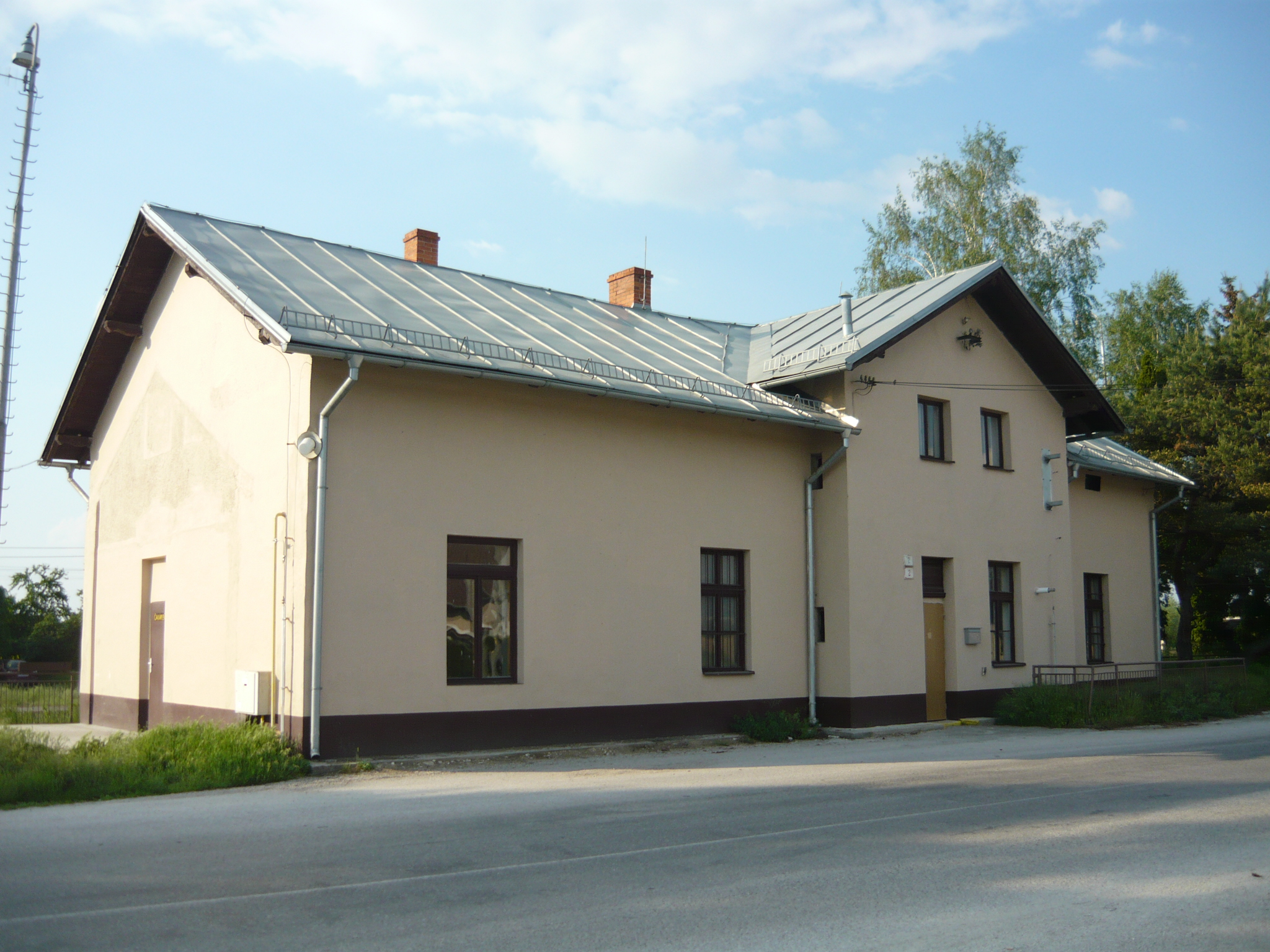
Station Bošany

  - vertakking met lijn 143 (Trenčín – Chynorany)
- Žabokreky nad Nitrou
- Partizánske-Veľké Bielice (s)[8]
- Partizánske
- Partizánske zastávka
- Veľké Uherce
- Oslany

- Bystričany
- Zemianske Kostoľany
- Nováky
- Koš
- Prievidza (s)

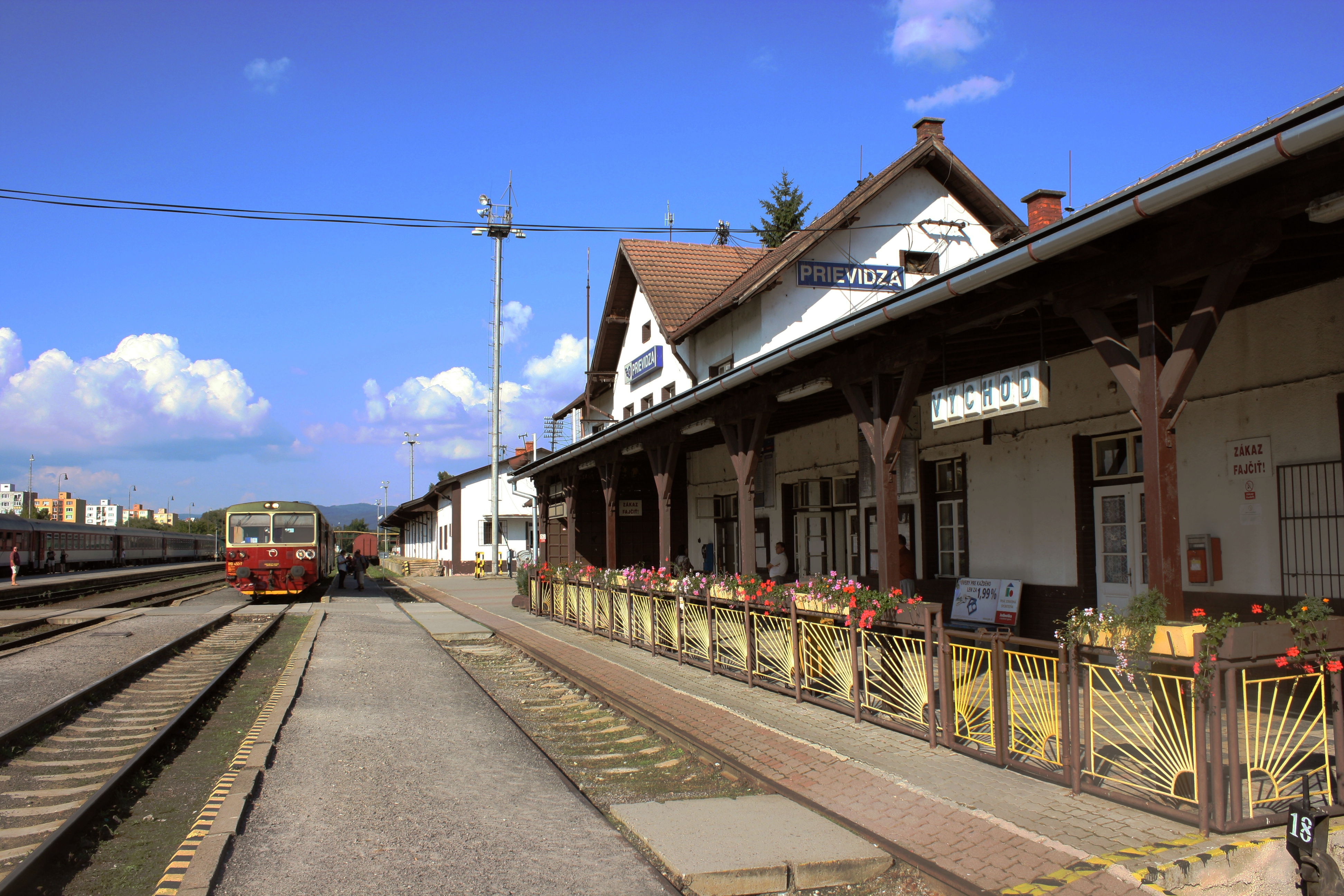
Station Prievidza

  - vertakking met lijn 145 (Prievidza – Horná Štubňa)